# 亨利·弗萊徹·漢斯

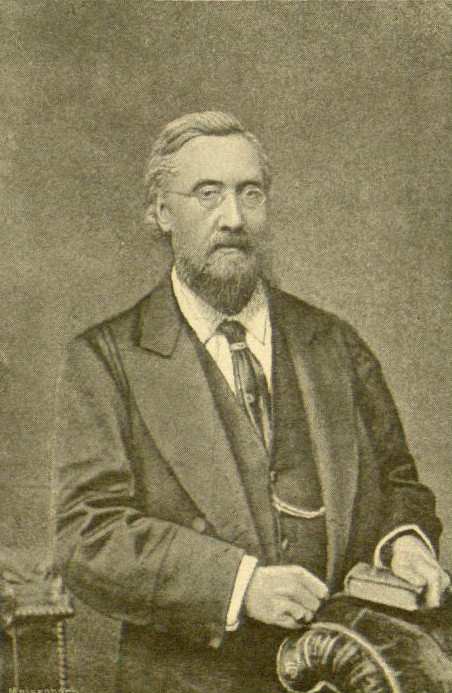
亨利·弗萊徹·漢斯

亨利·弗萊徹·漢斯（Henry Fletcher Hance，1827年8月4日—1886年5月22日）英國外交官，他用業餘時間在中國和香港研究植物。漢斯生於倫敦，1845年到香港任職公務員，後來歷任英國駐黃埔副領事、駐廣州署理領事、駐廈門署理領事，1886年在廈門去世。
乔治·边沁1861年的《香港植物誌》收錄其植物研究。1875年發表關於小花鸢尾（Iris speculatrix）文獻，在生物分类学有諸多貢獻，1857年貝特霍爾德卡爾·基曼將大戟科某一屬植物命名為Hancea屬（Hancea）。
與妻子被安葬於香港墳場。